# Jonas Dassler
Jonas Dassler, né le 22 mars 1996 à Lennep, est un acteur allemand.

## Biographie
Jonas Dassler est né en 1996 dans la ville de Remscheid,,. Au lycée Ernst-Moritz-Arndt de Remscheid, il fait du théâtre à partir de la huitième classe. Après avoir obtenu son baccalauréat en 2014, il s'oriente vers des études d'art dramatique à l'Académie des arts dramatiques Ernst Busch de Berlin.
Pendant cette même année, il fait ses débuts au cinéma en obtenant son premier rôle dans le film d'Henri Steinmetz intitulé Uns geht es gut. Il joue ensuite parmi les acteurs principaux dans LOMO – The Language of Many Others de Julia Langhof (2017), dans La Révolution silencieuse de Lars Kraume (2018) et Werk ohne Autor de Florian Henckel von Donnersmarck (2018).
Pour LOMO et La Révolution silencieuse il est récompensé du prix du meilleur acteur débutant aux Bayerischer Filmpreis.

## Filmographie
- 2015 : Uns geht es gut de Henri Steinmetz : Tim
- 2017 : LOMO : The Language of Many Others de Julia Langhof : Karl
- 2018 : Die Protokollantin (série télévisée)
- 2018 : La Révolution silencieuse (Das schweigende Klassenzimmer) de Lars Kraume : Erik Babinsky
- 2018 : L'Œuvre sans auteur (Werk ohne Autor) de Florian Henckel von Donnersmarck : Ehrenfried May
- 2019 : Golden Glove (Der goldene Handschuh) de Fatih Akin : Fritz Honka
- 2024 : A Sacrifice (Berlin Nobody) de Jordan Scott
- 2024 : L'Espion de Dieu de Todd Komarnicki : Dietrich Bonhoeffer